# ブキット・ジャリル国立競技場
ブキット・ジャリル国立競技場は、マレーシアの首都、クアラルンプールの20キロ南、ブキット・ジャリルのKLスポーツシティの中に位置する陸上競技兼用のスタジアムである。1998年に完成し、1998年コモンウェルスゲームズのメイン会場となった。United Engineers Malaysia Bhdによって造られ、予定より3か月早く完成した。競技場は、ブキット・ジャリルのスポーツ・コンプレックスの中でもっとも主要な施設である。
東南アジア最大のスタジアムで、サッカーマレーシア代表のホーム・スタジアムである。コモンウェルスゲームズのために造られた陸上競技場だが、現在はサッカーの試合に使われることが多い。

## 設備
- 68m x 105m フィールド
- 9レーン 400mトラック
- 9m x 400m トラック
- 6m x 60m 練習トラック

## 主な大会
- 陸上競技 - 1998年コモンウェルスゲームズ
- マレーシアカップ（サッカーカップ戦） 決勝
- プレミアリーグ・アジアトロフィー（2003年）
- アジアカップ2007